# Zoran « Zoki » Vujović
Pour les articles homonymes, voir Vujovic.
Ne pas confondre avec Zoran Vujović
Zoran Vujović (cyrillique serbe: Зоран Вујовић) - surnommé « Zoki », né le 27 janvier 1988 à Skopje (République de Macédoine), était un jeune manifestant serbe qui trouva la mort lors de la manifestation « Le Kosovo est Serbe » qui rassembla 200 000 personnes à Belgrade, le 21 février 2008.
La famille de Zoran est originaire de Pristina, capitale du Kosovo. Elle dut quitter le territoire lors de la campagne de bombardements de l'OTAN en 1999 et s'exila à Novi Sad, au nord de la Serbie.
Le 21 février 2008, son corps calciné fut découvert à l'intérieur de l'ambassade des États-Unis à Belgrade et identifié grâce à des tests ADN.
Entre 3 000 et 5 000 personnes assistèrent à ses funérailles.